# Gare de Cleburne
La gare de Cleburne est une gare ferroviaire des États-Unis, située sur le territoire de la ville de Cleburne dans l'état du Texas.

## Histoire
Elle est mise en service en 1898.

## Service des voyageurs

### Desserte
La gare est desservie par une ligne d'Amtrak :
- Le Texas Eagle: Los Angeles - Chicago